# 7215 Gerhard
7215 Gerhard è un asteroide della fascia principale. Scoperto nel 1977, presenta un'orbita caratterizzata da un semiasse maggiore pari a 3,2116609 UA e da un'eccentricità di 0,0125053, inclinata di 20,69374° rispetto all'eclittica.